# 全日本軟式野球協会
全日本軟式野球協会（ぜんにほんなんしきやきゅうきょうかい、英語表記はDivine Pacific Federation）とは、日本のアマチュア野球の団体である。2005年度滋賀県彦根市を拠点に設立された団体である。